# Boliviaans voetbalelftal in 1995
Het Boliviaans voetbalelftal speelde in totaal tien officiële interlands in het jaar 1995, waaronder vier wedstrijden bij de strijd om de Copa América in Uruguay. La Verde ("De Groenen") strandde daar in de kwartfinales. De ploeg stond onder leiding van de Spaanse bondscoach Antonio López Habas, de voormalige assistent van Xabier Azkargorta die Bolivia naar het WK voetbal 1994 had geleid. Verdedigers Luis Cristaldo en Miguel Rimba, beiden van Club Bolívar, waren de enige spelers die in alle tien duels in actie kwamen. Op de FIFA-wereldranglijst zakte Bolivia in 1995 van de 48ste (februari 1995) naar de 53ste plaats (december 1995).

## Balans
| Wedstrijden | Wedstrijden | Wedstrijden | Wedstrijden | Doelpunten | Doelpunten | Doelpunten | Punten |
| Gespeeld    | Winst       | Gelijk      | Verlies     | Voor       | Tegen      | Saldo      | Punten |
| ----------- | ----------- | ----------- | ----------- | ---------- | ---------- | ---------- | ------ |
| 10          | 2           | 5           | 3           | 12         | 14         | –2         | 0.900  |

## Interlands
|                                                    |         |       |           |                                                                                           |
| 3 april Vriendschappelijk № 226 «onderlinge duels» | Bolivia | 0 – 0 | Venezuela | Estadio Ramón Tahuichi Aguilera, Santa Cruz Toeschouwers: 12.000 Scheidsrechter: onbekend |
| 3 april Vriendschappelijk № 226 «onderlinge duels» |         |       |           | Estadio Ramón Tahuichi Aguilera, Santa Cruz Toeschouwers: 12.000 Scheidsrechter: onbekend |

|                                                   |                        |       |                    | |
| 14 mei Copa Paz de Chico № 227 «onderlinge duels» | Bolivia                | 1 – 1 | Paraguay           | Estadio Félix Capriles, Cochabamba Toeschouwers: 35.000 Scheidsrechter: Luis Ángel Seminario (PER) |
| 14 mei Copa Paz de Chico № 227 «onderlinge duels» | José Milton Melgar 75' |       | 70' Fabian Esteche | Estadio Félix Capriles, Cochabamba Toeschouwers: 35.000 Scheidsrechter: Luis Ángel Seminario (PER) |

|                                                   |          |       |         |                                                                                               |
| 9 juni Copa Paz de Chico № 228 «onderlinge duels» | Paraguay | 0 – 0 | Bolivia | Estadio Manuel Ferreira, Asunción Toeschouwers: 7.000 Scheidsrechter: Jorge Luis Nieves (URU) |
| 9 juni Copa Paz de Chico № 228 «onderlinge duels» |          |       |         | Estadio Manuel Ferreira, Asunción Toeschouwers: 7.000 Scheidsrechter: Jorge Luis Nieves (URU) |

|                                                    |                         |       |                                                                   |                                                                                          |
| 18 juni Vriendschappelijk № 229 «onderlinge duels» | Venezuela               | 1 – 3 | Bolivia                                                           | Estadio José Alberto Pérez, Valera Toeschouwers: 14.000 Scheidsrechter: Raúl Pérez (VEN) |
| 18 juni Vriendschappelijk № 229 «onderlinge duels» | Juan Enrique García 38' |       | 26' Luis Cristaldo 75' Demetrio Angola 82' Julio César Baldivieso | Estadio José Alberto Pérez, Valera Toeschouwers: 14.000 Scheidsrechter: Raúl Pérez (VEN) |

|                                                   |                                                                                        |       |                         |                                                                                     |
| 1 juli Vriendschappelijk № 230 «onderlinge duels» | Peru                                                                                   | 4 – 1 | Bolivia                 | Estadio Nacional, Lima Toeschouwers: 6.362 Scheidsrechter: José Antonio Arana (PER) |
| 1 juli Vriendschappelijk № 230 «onderlinge duels» | Alberto Ramírez 28' Germán Pinillos 43' Alberto Ramírez 66' (pen.) Nolberto Solano 84' |       | 17' Marco Antonio Sandy | Estadio Nacional, Lima Toeschouwers: 6.362 Scheidsrechter: José Antonio Arana (PER) |

| Copa América 1995 |
| ----------------- |

|                                                      |                                      |       |                     |                                                                                                 |
| 8 juli Copa América Groep C № 231 «onderlinge duels» | Argentinië                           | 2 – 1 | Bolivia             | Estadio Parque Artigas, Paysandú Toeschouwers: 20.000 Scheidsrechter: Eduardo Dluzniewski (URU) |
| 8 juli Copa América Groep C № 231 «onderlinge duels» | Gabriel Batistuta 70' Abel Balbo 81' |       | 75' Demetrio Angola | Estadio Parque Artigas, Paysandú Toeschouwers: 20.000 Scheidsrechter: Eduardo Dluzniewski (URU) |

|                                                       |                      |       |                  |                                                                                             |
| 11 juli Copa América Groep C № 232 «onderlinge duels» | Bolivia              | 1 – 0 | Verenigde Staten | Estadio Parque Artigas, Paysandú Toeschouwers: 16.000 Scheidsrechter: Paolo Borgosano (VEN) |
| 11 juli Copa América Groep C № 232 «onderlinge duels» | Marco Etcheverry 23' |       |                  | Estadio Parque Artigas, Paysandú Toeschouwers: 16.000 Scheidsrechter: Paolo Borgosano (VEN) |

|                                                       |                                       |       |                             |                                                                                            |
| 14 juli Copa América Groep C № 233 «onderlinge duels» | Bolivia                               | 2 – 2 | Chili                       | Estadio Parque Artigas, Paysandú Toeschouwers: 11.000 Scheidsrechter: Alberto Tejada (PER) |
| 14 juli Copa América Groep C № 233 «onderlinge duels» | Miguel Mercado 78' Mauricio Ramos 87' |       | 55' Ivo Basay 61' Ivo Basay | Estadio Parque Artigas, Paysandú Toeschouwers: 11.000 Scheidsrechter: Alberto Tejada (PER) |

|                                                           |                                     |       |                   |                                                                                         |
| 16 juli Copa América Kwartfinale № 234 «onderlinge duels» | Uruguay                             | 2 – 1 | Bolivia           | Estadio Centenario, Montevideo Toeschouwers: 45.000 Scheidsrechter: Alfredo Rodas (ECU) |
| 16 juli Copa América Kwartfinale № 234 «onderlinge duels» | Marcelo Otero 2' Daniel Fonseca 30' |       | 71' Óscar Sánchez | Estadio Centenario, Montevideo Toeschouwers: 45.000 Scheidsrechter: Alfredo Rodas (ECU) |

|  |  |  |  |  |  |  |  |  |

|                                                       |                                       |       |                                        |                                                                                           |
| 25 oktober Vriendschappelijk № 235 «onderlinge duels» | Bolivia                               | 2 – 2 | Ecuador                                | Estadio Ramón Tahuichi Aguilera, Santa Cruz Toeschouwers: 32.000 Scheidsrechter: onbekend |
| 25 oktober Vriendschappelijk № 235 «onderlinge duels» | Marco Etcheverry 2' Erwin Sánchez 29' |       | 41' Máximo Tenorio 89' Eduardo Hurtado | Estadio Ramón Tahuichi Aguilera, Santa Cruz Toeschouwers: 32.000 Scheidsrechter: onbekend |

## FIFA-wereldranglijst
| JAN | FEB | MAR | APR | MEI | JUN | JUL | AUG | SEP | OKT | NOV | DEC |
| --- | --- | --- | --- | --- | --- | --- | --- | --- | --- | --- | --- |
|     | 48  |     | 55  | 58  | 62  | 45  | 48  | 44  | 50  | 50  | 53  |

## Statistieken
| Carlos Trucco          | 1957-08-11 | Club Bolívar            | 6  | 0 | 0 | 30 | 0  |
| Mauricio Soria         | 1966-06-01 | Club Bolívar            | 4  | 0 | 0 | 4  | 0  |
| Verdediging            |            |                         |    |   |   |    |    |
| Luis Cristaldo         | 1969-08-31 | Club Bolívar            | 10 | 0 | 1 | 41 | 2  |
| Miguel Rimba           | 1967-11-01 | Club Bolívar            | 10 | 0 | 0 | 49 | 0  |
| Marco Antonio Sandy    | 1971-08-29 | Real Valladolid         | 9  | 0 | 1 | 39 | 3  |
| Juan Manuel Peña       | 1973-01-17 | Real Valladolid         | 6  | 0 | 0 | 29 | 0  |
| Óscar Sánchez          | 1971-07-16 | The Strongest           | 4  | 1 | 2 | 9  | 2  |
| Juan Carlos Ruíz       | 1968-08-14 | Club Bolívar            | 2  | 1 | 0 | 3  | 0  |
| Juan Carlos Chávez     | 1972-12-11 | Club Blooming           | 2  | 0 | 0 | 8  | 0  |
| Ángel Paraba           | 1971-08-02 | Oriente Petrolero       | 1  | 0 | 0 |    |    |
| Gustavo Quinteros      | 1965-02-15 | CA San Lorenzo          | 1  | 0 | 0 | 24 | 1  |
| Iván Castillo          | 1970-07-11 | Club Bolívar            | 0  | 1 | 0 |    |    |
| Middenveld             |            |                         |    |   |   |    |    |
| José Milton Melgar     | 1959-09-20 | Club Bolívar            | 9  | 0 | 1 | 78 | 6  |
| Julio César Baldivieso | 1971-12-02 | Newell's Old Boys       | 8  | 0 | 1 | 43 | 2  |
| Carlos Borja           | 1956-12-25 | Club Bolívar            | 6  | 1 | 0 |    |    |
| Marco Etcheverry       | 1970-09-26 | América de Cali         | 6  | 0 | 2 | 30 | 7  |
| Mauricio Ramos         | 1969-09-23 | Club Bolívar            | 2  | 3 | 1 |    |    |
| Robert Arteaga         | 1973-02-10 | The Strongest           | 2  | 0 | 0 |    |    |
| Vladimir Soria         | 1964-07-15 | Club Bolívar            | 2  | 0 | 0 |    |    |
| Hebert Arandia         | 1972-11-09 | Club Blooming           | 1  | 1 | 0 |    |    |
| Ramiro Castillo        | 1966-03-27 | The Strongest           | 1  | 1 | 0 |    |    |
| Raúl Gutiérrez         | 1976-01-08 | Club Blooming           | 1  | 1 | 0 |    |    |
| Erwin Sánchez          | 1969-10-19 | Boavista                | 1  | 0 | 1 | 33 | 10 |
| Rubén Tufiño           | 1970-01-09 | Oriente Petrolero       | 1  | 0 | 0 | 1  | 0  |
| Johnny Villarroel      | 1968-10-11 | The Strongest           | 1  | 0 | 0 | 12 | 3  |
| Franklin Flores        | 1969-07-14 | Vlag van Bolivia        | 0  | 1 | 0 |    |    |
| Tomás Gutierrez        | 1973-02-01 | Independiente Petrolero | 0  | 1 | 0 |    |    |
| Raúl Medeiros          | 1975-02-02 | BK Häcken               | 0  | 1 | 0 |    |    |
| Juan Carlos Ríos       | 1972-05-11 | Club Bolívar            | 0  | 1 | 0 |    |    |
| Aanval                 |            |                         |    |   |   |    |    |
| Miguel Mercado         | 1975-08-30 | Club Bolívar            | 4  | 1 | 1 | 5  | 1  |
| Demetrio Angola        | 1965-06-22 | Jorge Wilstermann       | 2  | 6 | 2 | 8  | 2  |
| Juan Berthy Suárez     | 1969-06-24 | Guabirá                 | 2  | 1 | 0 |    |    |
| Jaime Moreno           | 1974-01-19 | Middlesbrough           | 2  | 0 | 0 | 26 | 2  |
| Luis Ramallo           | 1963-07-04 | Oriente Petrolero       | 2  | 0 | 0 | 33 | 9  |
| Álvaro Peña            | 1966-02-11 | Club Bolívar            | 1  | 1 | 0 |    |    |
| Roly Paniagua          | 1966-11-14 | Club San José           | 1  | 1 | 0 | 15 | 2  |

FBF · A-internationals · Selecties · Bondscoaches · Statistieken · Boliviaans vrouwenelftal · Olympisch elftal · Bolivia U21 · Bolivia U20 · Bolivia U19 · Bolivia U18 · Bolivia U17
1926–1949 · 
1950–1959 · 
1960–1969 · 
1970–1979 · 
1980–1989 · 
1990–1999 · 
2000–2009 · 
2010–2019 ·
2020−2029
CC 1999
WK 1930 · 
WK 1950 · 
WK 1994
1926 · 
1927 · 
1927 · 1928 · 1929 · 
1930 · 
1931 · 1932 · 1933 · 1934 · 1935 · 1936 · 1937 · 
1938 · 
1939 · 1940 · 1941 · 1942 · 1943 · 1944 · 
1945 · 
1946 · 
1947 · 
1948 · 
1949 · 
1950 · 
1951 · 1952 · 
1953 · 
1954 · 1955 · 1956 · 
1957 · 
1958 · 
1959 · 
1960 · 
1961 · 
1962 · 
1963 · 
1964 · 
1965 · 
1966 · 
1967 · 
1968 · 
1969 · 
1970 · 
1971 · 
1972 · 
1973 · 
1974 · 
1975 · 
1976 · 
1977 · 
1978 · 
1979 · 
1980 · 
1981 · 
1982 · 
1983 · 
1984 · 
1985 · 
1986 · 
1987 · 
1988 · 
1989 · 
1990 · 
1991 · 
1992 · 
1993 · 
1994 · 
1995 · 
1996 · 
1997 · 
1998 · 
1999 · 
2000 · 
2001 · 
2002 · 
2003 · 
2004 · 
2005 · 
2006 · 
2007 · 
2008 · 
2009 · 
2010 ·
2011 · 
2012 · 
2013 · 
2014 · 
2015 · 
2016 ·
2017 ·
2018 ·
2019 ·
2020 ·
2021 ·
2022 ·
2023 ·
2024
Algerije ·
Andorra ·
Argentinië ·
Brazilië ·
Bulgarije · 
Chili ·
Colombia ·
Costa Rica ·
Cuba ·
Curaçao ·
DDR ·
Duitsland ·
Ecuador ·
Egypte ·
El Salvador ·
Finland ·
Frankrijk ·
Griekenland ·
Guatemala ·
Guyana ·
Haïti ·
Honduras ·
Hongarije ·
Ierland ·
IJsland ·
Irak ·
Iran ·
Jamaica ·
Japan ·
Joegoslavië ·
Kameroen ·
Letland ·
Mexico ·
Myanmar ·
Nicaragua ·
Noord-Korea ·
Oezbekistan ·
Panama ·
Paraguay ·
Peru ·
Polen ·
Portugal ·
Roemenië ·
Rusland ·
Saoedi-Arabië ·
Senegal ·
Servië ·
Slowakije ·
Spanje ·
Trinidad en Tobago ·
Tsjecho-Slowakije ·
Uruguay ·
Venezuela ·
Verenigde Arabische Emiraten ·
Verenigde Staten ·
Zuid-Afrika ·
Zuid-Korea ·
Zwitserland